# Giovanni Battista Consiglieri
Giovanni Battista Consiglieri (ur. w 1491 w Rzymie, zm. 25 sierpnia 1559 tamże) – włoski kardynał.

## Życiorys
Urodził się w 1491 roku w Rzymie, jako syn Baldassarego Consiglieriego i Mariany de Statis. Studiował literaturę, grekę i łacinę, a następnie wziął ślub i miał z tego związku dwie córki. Po śmierci żony wstąpił do stanu duchownego i został protonotariuszem apostolskim. 15 marca 1557 roku został kreowany kardynałem diakonem i otrzymał diakonię Santa Lucia in Septisolio. Miesiąc później przyjął święcenia diakonatu. Zmarł 25 sierpnia 1559 roku w Rzymie.